# Willa (Vorname)
Willa ist ein englischer weiblicher Vorname, der insbesondere in den USA vorkommt. Willa ist die weibliche Form zu William.

## Namensträgerinnen
- Willa Brown (1906–1992), US-amerikanische Pilotin und Bürgerrechtlerin
- Willa Cather (1873–1947), US-amerikanische Schriftstellerin
- Willa Fitzgerald (* 1991), US-amerikanische Schauspielerin
- Willa Ford (* 1981), US-amerikanische Popsängerin, Schauspielerin und Fotomodell
- Willa L. Fulmer (1884–1968), US-amerikanische Politikerin
- Willa Holland (* 1991), US-amerikanische Schauspielerin und Model

### Außerhalb des englischen Sprachraums
- Willa Thorade (1871–1962), deutsche Persönlichkeit der Sozialfürsorge